# Jonas Petter Malmquist
Jonas Petter Malmqvist, född 11 juli 1806 i Stockholm, död 5 februari 1889 i Sundbyberg, var en svensk klockare, organist och filantrop.
Jonas Petter Malmqvist var son till skräddargesällen Jonas Malmqvist. Han var först 1821-1823 målarlärling men blev 1825 borstbindarlärling och 1831 gesäll inom yrket. Malmqvist var dock musikaliskt intresserad och 1829-1830 vikarierande kantor och klockare i Skeppsholmskyrkan. Han avlade 1832 examen i kyrkosång vid Musikaliska akademien och var 1835-1841 sångare i Slottskapellet. 1841 blev Malmqvist klockare i hovförsamlingen, en tjänst han sedan innehade fram till 1882. Malmqvist blev tidigt väckelsekristen och var tillsammans med sin hustru med då George Scott 1839 bildade den första metodistförsamlingen i Sverige. Jonas Petter Malmqvist och hans hustru var även 1842 med om bildandet av Sällskapet för beredande af en diakonissanstalt och då en sådan bildades 1851 vid Pilgatan på Kungsholmen flyttade  paret dit som anstaltens föreståndare. Redan 1852 flyttade dock paret till Södermalm där de startade den Malmqvistska barnuppfostringsanstalten på Torkel Knutssongatan. Under de första året tog sig paret an åtta flickor, men sedan en koleraepidemi 1853 ökat antalet föräldralösa barn i staden ökade de antalet till 17. 1861 uppfördes en tillbyggnad vid gården varpå så många som 100 flickor plats vid anstalten. 1874 lämnade paret Malmqvist posten som föreståndare för anstalten men kvarstod som ledamöter av uppfostringsanstaltens styrelse till 1879.